# Brou
|  | Per a altres significats, vegeu «Brou (desambiguació)». |

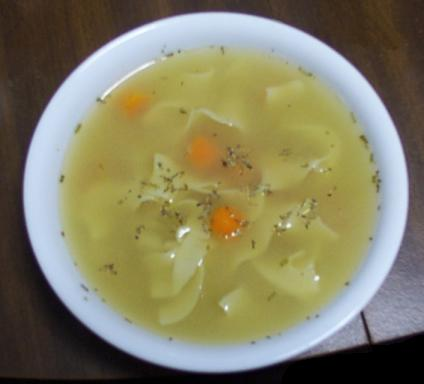
Plat de brou amb verdures

Un brou és, en gastronomia, un plat molt senzill, és a dir, l'aigua en què s'ha cuit algun aliment, usualment carns o vegetals. Així, brou de gallina és simplement aigua en què s'ha cuit una gallina, brou de peix és aigua en què s'ha cuit un peix, brou de vedella és aigua en què s'ha cuit carn bovina, i brou de porc és aigua en què s'ha cuit carn de porc. Els brous poden tenir diversos tipus de carns barrejades. En els casos dels brous de carn sempre hi ha, a més, diversos tipus de verdures, típicament api, porro, pastanaga, nap, etc. però aquests depenen del tipus de brou i de la cultura gastronòmica particular de cadascú.

## Usos

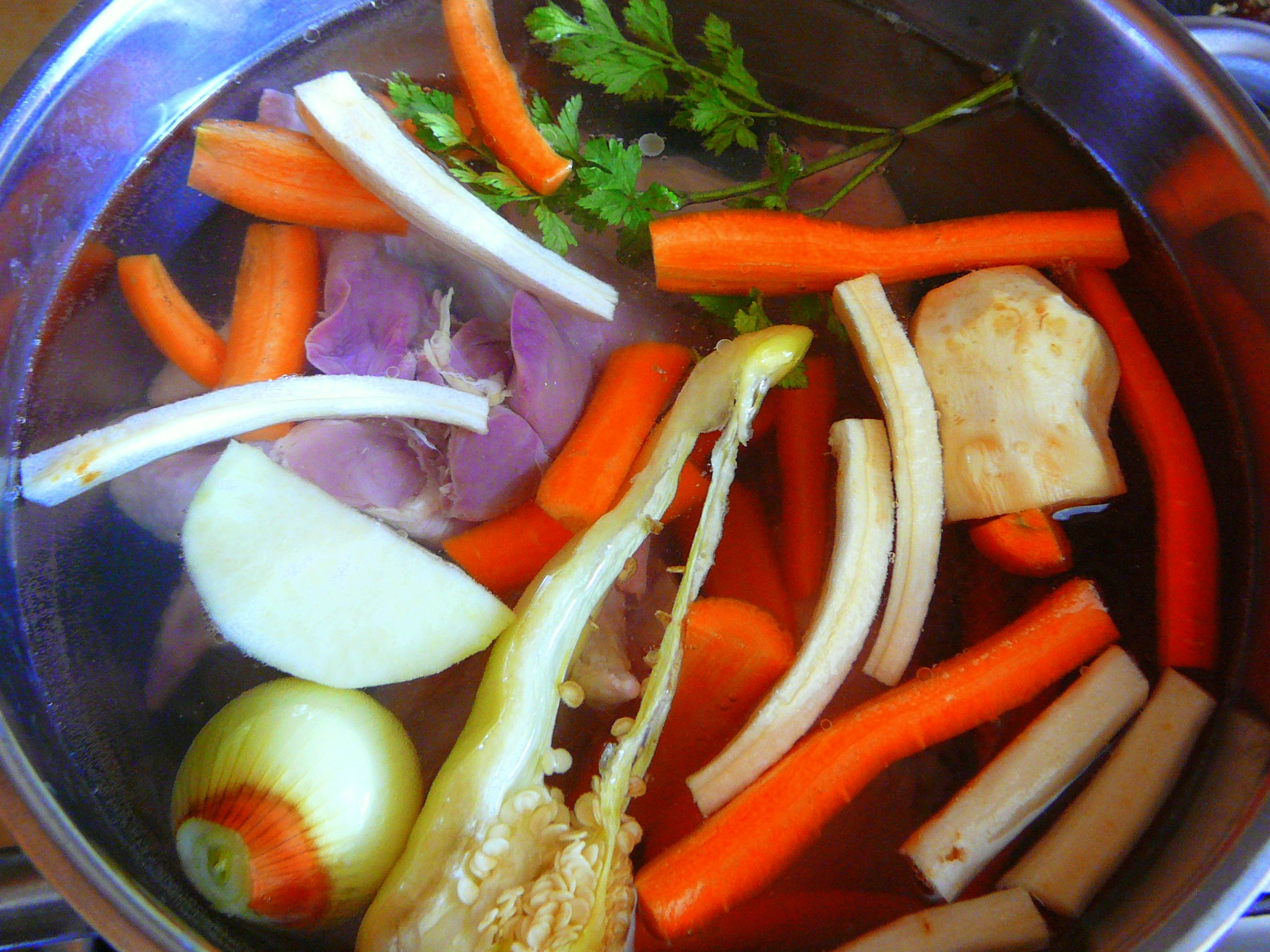
Ingredients d'un brou vegetal.

El brou serveix com a aliment en si mateix, en aquest cas se sol menjar amb una mica de pasta, arròs o bé fideus gruixuts amb arròs. Però, sovint, s'utilitza, en un tipus de cuina més elaborada, com a fons de per a preparar altres plats, com sopes, salses o guisats.
En alguns països o regions, per exemple, el brou de peix és també conegut com a fumet a Catalunya. Els brous de carn són la base per a les preparacions anomenades fons. En aquest cas tenim dues classes de fons:
- Fons clar: és una reducció d'un brou de carn.
- Fons fosc: és una reducció d'un brou de carn fet amb els ossos prèviament rostits al forn.

## Formats
Al supermercat podem trobar brous en dos formats distints. En preparats deshidratats (pastilles o pols) que una vegada afegits a l'aigua permeten tenir un brou ràpidament o en bric, en aquest últim cas es poden trobar realitzats de la forma tradicional i envasats una vegada pasteuritzats o rehidratats a partir de brous prèviament deshidratats als quals se'ls afegeixen purés de verdures per a millorar el seu sabor. Encara que cap d'ells té la subtilitat del brou casolà, el que més li sembla és el que es fa a partir de brous deshidratats.